# Drużynowe mistrzostwa Europy mężczyzn w biegach górskich

## Drużynowe Mistrzostwa Europy w biegach górskich mężczyzn
| Lp | Rok Miasto                                    | I miejsce                                                                                      | II miejsce                                                                                             | III miejsce                                                                                              | Miejsca Polaków                                                                                        | Ilość drużyn |
| -- | --------------------------------------------- | ---------------------------------------------------------------------------------------------- | --- | --- | --- | ------------ |
| 1  | 2002 · Camara de Lobos · Madera · Portugalia  | Włochy · Marco De Gasperi (2) · Emanuele Manzi (4) · Marco Gaiardo (5) · Lucio Fregona (10)    | Austria · Florian Heinzle (6) · Markus Kroll (7) · Alexander Rieder (8) · Helmut Schmuck (42)          | Francja · Franck Lelut (13) · Gilles Roux (15) · Raymond Fontaine (19) · Gilles Segris (28)              | Polska (NS) · Tomasz Klisz (40) · Andrzej Długosz (54)                                                 | 14           |
| 2  | 2003 · Trento · Włochy                        | Włochy · Marco Gaiardo (1) · Marco De Gasperi (4) · Emanuele Manzi (14) · Andrea Agostini (33) | Słowacja · Miroslav Vanko(8) · Marcel Matanin (9) · Martin Bajčičák (13) · Ivan Bátory (30)            | Czechy · Robert Krupicka(3) · Pavel Fasingbauer(16) · Jan Havlicek (20) · Miroslav Vitek (67)            | Polska (12) · Daniel Wosik (34) · Henryk Szost (39) · Grzegorz Doroszyński (49) · Andrzej Długosz (62) | 20           |
| 3  | 2004 · Korbielów · Polska                     | Włochy · Marco De Gasperi(1) · Marco Gaiardo (3) · Alessio Rinaldi (6) · Davide Chicco (10)    | Wielka Brytania · John Brown(13) · Andrew Jones(16) · Timothy Davies (20) ·                            | Szwajcaria · Alexis Gex-Fabry (8) · Tarcis Ancay (21) · Sebastian Epiney (22) · Stephane Joly (45)       | Polska (10) · Jerzy Zawierucha (28) · Daniel Wosik (37) · Jarosław Gniewek(40) · Andrzej Długosz (DNF) | 19           |
| 4  | 2005 · Grossglockner · Heiligenblut · Austria | Włochy · Marco De Gasperi(3) · Marco Gaiardo (7) · Gabriele Abate (10) · Davide Chicco (25)    | Wielka Brytania · Martin Cox(8) · Steven Vernon(9) · Andrew Jones(10) · Timothy Davies (17)            | Francja · Raymond Fontaine (3) · Julien Rancon (13) · Christophe-Jean Dupont (19) · Georges Burrier (38) | Polska (14) · Daniel Wosik (41) · Jan Wydra (49) · Grzegorz Doroszyński (61) · Stanisław Marzec(64)    | 23           |
| 5  | 2006 · Úpice · Czechy                         | Włochy · Marco Gaiardo (1) · Gabriele Abate (5) · Alberto Mosca (13) · Diego Filippi (24)      | Francja · Julien Rancon (3) · Franck Lelut (11) · Christophe-Jean Dupont (12) · Gilles Segris (36)     | Wielka Brytania · Andrew Jones(7) · Timothy Davies(8) · John Brown(20) · Andy Norman (34)                | Polska (5) · Daniel Wosik (10) · Jan Wydra (18) · Krzysztof Bąk (25) · Piotr Łupieżowiec(70)           | 20           |
| 6  | 2007 · Cauterets · Francja                    | Włochy · Marco De Gasperi(2) · Marco Gaiardo (3) · Gabriele Abate (10) · Mauro Lanfranchi (16) | Francja · Raymond Fontaine (6) · Christophe-Jean Dupont (12) · Julien Rancon (13) · Gilles Segris (21) | Niemcy · Beha Josef (8) · Timo Zeiler (9) · Markus Jenne (19) · Carlo Schuff (36)                        | Polska (13) · Daniel Wosik (38) · Marcin Świerc (44) · Tomasz Klisz (56) · Tomasz Brzeski (60)         | 17           |